# Silvano Tagliagambe
Silvano Tagliagambe (Legnano, 9 luglio 1945) è un filosofo e fisico italiano, epistemologo.

## Biografia
Silvano Tagliagambe è nato nel 1945 a Legnano e si è trasferito poi a Milano dove ha studiato Filosofia alla Statale come allievo di Ludovico Geymonat con cui si è laureato con la lode con una tesi sull'interpretazione della meccanica quantistica di Hans Reichenbach. Ha proseguito i suoi studi perfezionandosi in Fisica quantistica all'Università degli Studi Lomonosov di Mosca sotto la direzione di Ja.P. Terleckij e poi presso l'Accademia delle Scienze dell'URSS, Istituti di Filosofia e di Fisica dal 1971 al 1974 dove si è perfezionato in Filosofia della fisica con la supervisione di V.A. Fock e M.E. Terleckij.
La sua attività scientifica e didattica si è sviluppata attraverso un variegato percorso universitario che l'ha portato a insegnare presso diversi atenei dal 1974 al 2008 e a collaborare con differenti centri di ricerca ed enti istituzionali come consulente scientifico. È stato Direttore scientifico del progetto "Scuola Digitale" della Regione Sardegna dal 2010 al 2013 e Direttore scientifico della "Scuola per il Paesaggio" della Regione Sardegna negli anni 2018 e 2019. Attualmente dirige la Collana "Eredità di Pavel A. Florenskij- Opere e studi" dell'editore Mimesis.
Il 6 febbraio 2021 il Presidente della Repubblica Sergio Mattarella gli ha conferito il titolo di Grand'Ufficiale dell'Ordine al merito della Repubblica Italiana.

## Pensiero
Il lavoro di ricerca di Tagliagambe si è concentrato inizialmente sul rapporto tra filosofia e fisica (soprattutto quantistica) nella cultura russa tra '800 e '900, in particolare sul concetto di realtà fisica (Bohr, Heisenberg, Born) e sui rapporti tra materialismo dialettico e sviluppi della fisica del '900.
Dagli anni '90 ha rivolto l'attenzione sui temi del rapporto tra realtà osservata e sistema osservante, le interazioni reciproche e il ruolo del linguaggio, della comunicazione intersoggettiva, della mediazione linguistica e della semiotica nel pensiero scientifico. Ha elaborato il ruolo e il significato di interfaccia, il rapporto tra intelligenza naturale e intelligenza artificiale, in particolare il ruolo progressivamente avuto dalle tecnologie di informazione e comunicazione.
Ha elaborato i contributi sul profondo significato del concetto di "margine", sia esso su un essere vivente, un'interfaccia o il rapporto tra corpo e mente, nei sistemi sociali e nella comunicazione. Ha studiato le forti interconnessioni tra artificiale e naturale, il profondo senso dell'interdisciplinarità, e il libro Il Sogno di Dostoevskij, attraverso una visitazione storica dal dibattito tra lo scrittore e lo scienziato Secënov, fino alle recenti scoperte della neurofisiologia, mettendo a fuoco il senso del rapporto tra le mente e il corpo e il significato e la funzione dell'inconscio.
Ha ricostruito e interpretato l'intenso scambio dialogico tra il premio Nobel della fisica Wolfgang Pauli e il fondatore della psicologia analitica Carl Gustav Jung, nel quale emerge il profondo rapporto tra filosofia, fisica e psicanalisi.
L'analisi tra visibile e invisibile, il ruolo dell'arte e il senso epistemologico dello spazio intermedio e del confine sono stati da lui sviluppati anche attraverso un'esegesi del pensiero di Florenskij.
Le ricadute del suo pensiero sulle scienze sociali ed economiche trovano approfondimenti nelle opere dedicate all'analisi dei sistemi organizzativi socio-economici.
L'attività presso il Dipartimento di Architettura, Design e Urbanistica di Alghero dell'Università degli Studi di Sassari l'ha portato a riflettere sulla 'epistemologia del progetto', sulla relazione tra possibilità e realtà, sul rapporto tra l'Io, lo spazio, il tempo, l'ambiente, tra urbs e civitas, sul concetto di paesaggio, sul ruolo delle città globali e sul nesso tra globale e locale.
Gli sviluppi delle tecnologie digitali e poi della rete come fenomeno prima tecnologico poi culturale e sociale vengono elaborati e incorporati nel suo pensiero.
La sua riflessione teorica è indirizzata anche ai temi dell'apprendimento e dell'organizzazione della conoscenza soprattutto alla luce delle reali esperienze della scuola, dei processi di modernizzazione e innovazione che la coinvolgono e delle nuove esigenze che essa deve affrontare
Nel 2012 ha diretto il rifacimento del manuale di filosofia di Ludovico Geymonat e pubblicato da Garzanti Scuola con il titolo La realtà e il pensiero. La ricerca filosofica e scientifica in collaborazione con Edoardo Boncinelli.
Collabora dal 2014 con il CNI per il premio Scintille dedicato all'innovazione (AD).

## Opere
È autore di oltre 350 opere tra cui:
- L'interpretazione materialistica della meccanica quantistica. Fisica e filosofia in URSS, Feltrinelli, Milano, 1972;
- Scienza, filosofia, politica in Unione Sovietica. 1924-1939, Feltrinelli, Milano, 1978;
- Materialismo e dialettica nella filosofia sovietica, Loescher, Torino, 1979;
- Scienza e marxismo in Urss, Loescher, Torino, 1979;
- La mediazione linguistica. Il rapporto pensiero-linguaggio da Leibniz a Hegel, Feltrinelli, Milano, 1980;
- D.I. Mendeleev, Scritti sullo spiritismo. . Traduzione e studio storico-critico introduttivo (pp. I-XCVI) di S. Tagliagambe, Bollati-Boringhieri, Torino, 1992;
- L'impresa tra ipotesi, miti e realtà  (in collaborazione con G.Usai), ISEDI, Torino, 1994;
- Uno scienziato e i suoi due sogni: la chimica e l'industria, in:  Dmitrij Ivanovič Mendeleev, Il sistema periodico degli elementi, a cura di Silvano Tagliagambe, Roma, Edizioni Teknos, 1994.
- Epistemologia del confine,  Il Saggiatore, Milano, 1997;
- La politica che non c'è. Idee guida per un progetto tra razionalità e valori,  Demos, Cagliari, 1997;
- Il sequestro dell'identità, CUEC, Cagliari, 1997;
- La città possibile, (in collaborazione con G. Maciocco), Dedalo, Bari, 1997;
- Epistemologia del cyberspazio,  Demos, Cagliari, 1997;
- L'albero flessibile. La cultura della progettualità, Masson, Milano, 1997;
- Il profilo del tempo, ‘Nuova civiltà delle Macchine’, Anno XVII, 1999, n. 1(a cura di),
- Organizzazioni. Soggetti umani e sviluppo socio-economico, (in collaborazione con G.Usai), Giuffré, Milano, 1999
- La didattica e la rete, Pitagora Editrice, Bologna, 2000
- La comunicazione nell'era di Internet, (in collaborazione con C. Crespellani Porcella e G. Usai, Collana Fondazione IBM – Etas Libri, Milano, 2000 (a cura di)
- Il destino del marxismo in Russia: dall'idolatria al rifiuto,  (in collaborazione con V. Mironov), Luiss Edizioni, Collana di studi metodologici, Roma, 2001;
- La vittoria di Babele. Dalla filosofia naturale alla separazione dei linguaggi, ‘ Civiltà delle macchine', anno XVIII, n. 4, 2000, (a cura di)
- Il sogno di Dostoevskij. Come la mente emerge dal cervello,  Raffaello Cortina Editore, Milano, 2002;
- Filosofia della scienza  (in collaborazione con G. Boniolo, M.L. Dalla Chiara, G. Giorello, C. Sinigaglia), Cortina, Milano, 2002; (a cura di)
- Nuovi percorsi per l'obbligo formativo, Edizioni PLUS. Università di Pisa, Pisa, 2003;
- Il pensiero unitario di Ludovico Geymonat, in collaborazione cn AA.VV. Edizioni Nuova Cultura, Teramo, 2004;
- Le due vie della percezione e l'epistemologia del progetto, Franco Angeli, Milano, 2005;
- Più colta e meno gentile. Una scuola di massa e di qualità, Armando, Roma, 2006;
- Come leggere Florenskij, Bompiani, Milano, 2006;
- La tecnica e il corpo. Riflessioni su uno scritto di Pavel Florenskij, (in collaborazione con B. Antomarini) Franco Angeli, Milano, 2007; (a cura di),
- Individui e imprese: centralità delle relazioni, (in collaborazione con G. Usai) Giuffrè, Milano, 2008;
- Saper fare la scuola: il triangolo che non c'è, (in collaborazione con V.Campione)  Einaudi, Torino, 2008;
- Lo spazio intermedio, Università Bocconi Editore, Milano, 2008;
- Storia della filosofia, vol. XIII, Filosofi italiani del Novecento,  (in collaborazione con D.Antiseri) Bompiani, Milano, 2008;
- Storia della filosofia, vol. XIV, Filosofi italiani del Novecento, (in collaborazione con D.Antiseri) Bompiani, Milano, 2008;
- “People and Space. New Forms of interaction in City Project”, (in collaborazione con G.Maciocco) Springer-Verlag Berlin, Heidelberg, New York, 2009;
- El espacio intermedio. Red, individuo y comunidad, Fragua Editorial, Madrid, 2009;
- Pauli e Jung. Un confronto su materia e psiche,(in collaborazione con A. Malinconico)  Raffaello Cortina, Milano, 2011;
- La libertà, le lettere, il potere, (in collaborazione con D.Antiseri e P.Maninchedda)  Rubbettino, Soveria Mannelli, 2011;
- La realtà e il pensiero 1. La ricerca filosofica e scientifica Garzanti Scuola 2012 ISBN 978-88-6964-402-3
- La realtà e il pensiero 2. La ricerca filosofica e scientifica Garzanti Scuola 2012 ISBN 978-88-6964-403-0
- La realtà e il pensiero 3. La ricerca filosofica e scientifica Garzanti scuola 2012 ISBN 978-88-6964-404-7
- Rischi e valori dell’urbanistica oggi, in M. Angrilli, a cura di, L’urbanistica che cambia. Rischi e valori. XV Conferenza Società italiana degli Urbanisti, Franco Angeli, Milano, 2013, pp. 40–61;
- Il cielo incarnato. L’epistemologia del simbolo di Pavel Florenskij, Aracne, Roma 2013;
- La città e le nuove modalità di costruzione degli spazi pubblici, in L.M. Plaisant, a cura di, I luoghi della vita, Edizioni Della Torre, Cagliari, 2013, pp. 63–100;
- Biosfera, noosfera y el paralelismo entre la evolución de los organismos vivos y el desarrollo de la tecnología, in Neurocomunicación. Gestion de la Comunicación Social basada en las Neurociencias. Proyecto de Investigación CS02011-28099 Informe 2012. Plan Nacional de I + D. Minesterio de Economia y Competitividad: Secretería de Estado de Investigación, Desarollo e Innovación, ThinkCom- Editorial Fragua, Madrid 2013, pp. 21–46;
- Ruolo e qualità del progetto, in V.M. Corte, Entanglement nell’architettura. Il progetto per il complesso monumentale del san Nicolò a Trapani come Case History, Aracne, Roma, 2013, pp. 383–451;
- I nuovi saperi tra scuola, università e lavoro (con M. Ceruti), in G. Capano e M. Meloni (a cura di), Il costo dell’ignoranza. L’Università italiana e la sfida Europa 2020, Il Mulino-AREL, Bologna-Roma, 2013, pp. 213–242;
- “Introduzione” a J. Timoteo Álvarez, Neurocomunicazione. Applicazioni delle scoperte neuroscientifiche alle scienze e all’industria della comunicazione, Aracne, Roma, 2014, pp. 13–41;
- “Prefazione” a F. Rufo, Scienziati, politici, cittadini, Ediesse, Roma, 2014, pp. 9–25;
- “Presentazione” di R. Raiteri, Progettare progettisti. Un paradigma della formazione contemporanea, Quodlibet Studio, Macerata 2014, pp. 9–23;
- “To design is to design oneself”, City, Territory and Architecture 2014, 1:8, (16 May 2014), ISSN 2195-2701 (electronic version), http://www.cityterritoryarchitecture.com/content/1/1/8;
- Prefazione a G. Cepollaro, G. Varchetta, La formazione tra realtà e possibilità. I territori della betwenness, Guerini, Milano, 2014, pp. 9–53;
- Lo sguardo della speranza, ‘Quaderni degli Argonauti’, n.28, dicembre 2014, p. 126.
- S. Tagliagambe, A. Malinconico, Jung e il Libro Rosso. Il Sé come sacrificio dell’io, Moretti&Vitali, Bergamo, 2014;
- Introduzione a S. Corbella, Liberi legami. Un contributo psicoanalitico per un nuovo patto sociale, Borla, Roma, 2014, pp. 7–24;
- La novità e il successo di un progetto formativo. Il caso della Facoltà di Architettura di Alghero, in E. Cicalò, a cura di, Progetto, ricerca, didattica. L’esperienza didattica di una nuova Scuola di Architettura, Franco Angeli, Milano, 2014, pp. 45–67;
- Neurocommunication at a crossroads between Epistemology and Neuroscience, in J. Timoteo Alvarez (ed), Social Neuroccumication. Applying the findings from Neurosciences and Network Theory to the Science and Communication Industry, Media XXI, Porto, 2014, pp. 15–22;
- Il nodo Borromeo. Corpo, mente, psiche, Aracne, Roma, 2015;
- La cura nello spazio intermedio tra il corpo e la psiche, ‘Atque’, n.16, 2015, “Le figure della cura: Pratiche psicoterapeutiche e pratiche filosofiche”, pp. 167–216;
- S. Tagliagambe, A. Malinconico, Jung, Pauli e le corrispondenze in-visibili, ‘Enkelados’, Rivista mediterranea di psicologia analitica, pp. 10–20;
- Comunicare la complessità e l’innovazione,  ‘Notiziario 02/’15’, Ordine degli Ingegneri di Verona e provincia, pp. 33–38;
- Gli effetti deleteri della sottovalutazione della svolta epistemologica del 1970, in G. Vacca, a cura di, La crisi del soggetto. Marxismo e filosofia in Italia negli anni Settanta e Ottanta, Carocci, Roma, 2015, pp. 29–48;
- Pensare per modelli e vivere in un modello, ‘Riflessioni sistemiche, nº13, dicembre 2015, pp. 141-155;
- Livelli di emozioni, ‘Atque’, n. 17, 2015, “Materiali tra filosofia e psicoterapia”, pp. 35–78;
- Gioco, gesto, immagine e creatività, in P. Aite, P. Galeazzi, Gioco e realtà, ‘Rivista di psicologia analitica’, N.s. n. 40, vol. 92/2015, pp. 131–149;
- S. Tagliagambe, A. Malinconico, La sincronicità tra neuroscienze e meccanica quantistica, ‘Studi junghiani’, 42, luglio-dicembre 2015, pp. 99–130;
- Temporalità della natura e tempo della storia e della cultura, in A. Civello, a cura di, Società, Natura, Storia. Studi in onore di Lorenzo Calabi, ETS, Pisa, 2015, pp. 373–386;
- L’intreccio del reale e dell’immaginario nel racconto dei testimoni, ‘Archivi di Psicologia Giuridica’. “Il ruolo dell’immaginario nel processo penale”, 2015, n. 4, pp. 31–44.
- A lezione di “visione”, ‘La Cura’, Mensile di Consulenza filosofica, numero 1, gennaio 2016, pp. 42–47;
- S. Tagliagambe, G. Rispoli, La divergenza nella rivoluzione. Filosofia, scienza e teologia in Russia 81920-1940), La Scuola, Brescia, 2016;
- F. Merlini, S. Tagliagambe, Catastrofi dell’immediatezza, Rosenberg & Sellier, Torino, 2016;
- Idea di scuola. I presupposti e i cardini di una buona educazione. Antonio Tombolini Editore, Loreto, 2016 (tr. ing. Up Schooling. The prerequisites and cornestones of a good education, Antonio Tombolini Editore, Loreto, 2016);
- S. Tagliagambe, A. Malinconico, Note sulla lettera di Pauli a Jung del 7 novembre 1948, ‘Tempo d’analisi’. Paradigmi junghiani comparati,  n. 6, 2016, pp. 55–64;
- Costruire il futuro della scuola, ‘La Rivista del Centro Studi Città della scienza”, 30 maggio 2016 http://www.cittadellascienza.it/centrostudi/2016/05/costruire-il-futuro-della-scuola/;
- La scienza, la “strategia dello sguardo” e l’abduzione, ‘S&F_scienza e filosofia.it’, n. 15, 2016, pp. 14–27, http://www.scienzaefilosofia.it
- S. Tagliagambe, A. Malinconico, Note sulla lettera di Pauli a Jung del 7 novembre 1948, ‘Tempo d’analisi’. Paradigmi junghiani comparati, n.6, anno V, 2016, pp. 55–64;
- Il confine e tante bellissime variazioni, “Postfazione” a I. Licata, Piccole variazioni sulla scienza, Dedalo, Bari, 2016, pp. 211–242;
- S. Tagliagambe, A. Malinconico, Jung nel paese dei quanti, in F. Merlini e R. Bernardini, Eranos Yearbook 72, 2013-2014, L’anima tra incanto e disincanto, Daimon Verlag 2016, pp. 662–708;
- Dal rapporto mente-cervello alla relazione psiche-corpo, in F. Merlini e R. Bernardini, Eranos Yearbook 72, 2013-2014, L’anima tra incanto e disincanto, Daimon Verlag 2016, pp. 886–945;
- I cardini e le finalità del codice deontologico degli insegnanti, in M. Ostinelli e M. Mainardi (a cura di), Un’etica per la scuola. Verso un codice deontologico dell’insegnante, Carocci, Roma 2016, pp. 57–74;
- Un’architettura per la modellizzazione dei processi cognitivi, in C. Pontecorvo, A. Fatai, A. Stancanelli (a cura di), È tempo di cambiare. Nuove visioni dell’insegnamento/apprendimento nella scuola secondaria, Valore ItalianoTM: Roma, 2016, pp. 141–150;
- Raskol, logica del diavolo in Dostoevskij, in ‘Atque. Materiali tra filosofia e psicoterapia’, 19 n.s. 2016, pp. 35–79;
- Ragione scientifica e saggezza umana. Il problema della verità nella scienza e nella filosofia, ‘Divus Thomas’, Anno 119° - settembre/dicembre 2016, pp. 44–91;
- Postfazione a R. Floro, Alla ricerca di anima – L’incontro, Moretti&Vitali, Bergamo, 2016, pp. 341–362;
- «Le città invisibili» di Calvino e la questione urbana oggi, ‘Scienze Regionali’, Italian Journal of Regional Science, n. 1, 2017, gennaio-aprile, Il Mulino, Bologna, pp. 53–76
- Lo sguardo e l’ombra, Castelvecchi. Roma, 2017;
- Il problema dello sviluppo locale: un’analisi epistemologica, in G. Sabattini, a cura di, Le città e i territori. Idee per un nuovo assetto dei poteri locali in Sardegna, Tema, Cagliari, 2017, pp. 75–97;
- L’eterna illusione: la fine del metodo e delle teorie, ‘Politeia’, XXXIII, 126, 2017, pp. 45–55;
- Il coraggio (e il bisogno) di regredire. Dalla semantica alla fonetica, dal significato al puro e semplice suono delle parole, ‘Atque’, 20 n.s./2017 “Il suono della voce”, pp. 177–208;
- S. Tagliagambe, L. Guzzardi, Classical physics as a metaphorical tool for evoking quantum world, in F. Ervas, E. Gola, M.G. Rossi (eds), Metaphor in Communication, Science and Education, De Gruyter Mouton, Berlin 2017, pp. 171–188;
- Oltre il muro di pietra. La concezione antinomica della verità di Florenskij alla prova delle neuroscienze, Insedicesimo, Istituto Filosofico Studi Tomistici, Savona, 2017;
- Epistemologia del confine, Nuova edizione con Introduzione inedita pp. V- LIV (ottobre 2017), Polyhistor - New Press Edizioni, Como-Lecco 2017;
- Perseo e la Medusa: la strategia dello sguardo e l’inerzia della realtà, in F. Merlini e R. Bernardini, Eranos Yearbook, 2015-2016 “Il mondo e la sua ombra”, Daimon Verlag, Einsiedeln – Switzerland 2017, pp. 801–864;
- La concezione antinomica delle verità alla prova delle neuroscienze, ‘Lateranum’, Rivista internazionale a cura della Facoltà di S. Teologia della Pontificia Università Lateranense, LXXXIII, 2, 2017, pp. 615–630;
- Senso del limite e indisciplina creativa. L'urbanistica di Ivan Blečić e Arnaldo Cecchini, Casa della Cultura, Milano 2017, http://www.casadellacultura.it/594/senso-del-limite-e-indisciplina-creativa;
- Goethe: il paesaggio della Sicilia come spazio intermedio, ‘InVerbis. Lingue Letterature Culture’, anno VII, n. 2, 2017, Carocci editore, Roma 2017, pp. 127–152;
- Sinfonia epistemologica in un prologo e quattro movimenti, in El juego real de la singularidad humana.Prediccion de comportamientos y toma de decisiones en el cerebro coral. La perspectiva de la neurocomunicació, in Universidad Complutense Madrid, Informe FinalGrupo de Investigación reconocido complutense “ThinkCom”. IP: Jesús Timoteo ÁlvarezFundación Santander-Universidad Complutense. Diciembre 20, pp. 47–62;
- Costruire scenari per il futuro, ‘Ethics in progress’, vol. 8 (2017), No. 1, pp. 125–155;
- Recensione di Angelo Malinconico, Psicologia analitica e mito dell’immagine. Dialogando con Paolo Ate, La biblioteca di Vivarium, Milano 2017, in ‘Rivista di Psicologia analitica’, nuova serie, n. 44, vol. 96/2017, pp. 195–200;
- S. Tagliagambe, M. Spano, A. Oppo, a cura di, Il pensiero polifonico di Pavel Florenskij. Una risposta alle sfide del presente. Atti del Convegno per gli 80 anni dalla morte, PFTS. University Press, Cagliari 2018;
- Pavel Florenskij oltre Amleto. L’antinomia dalla paralisi all’opportunità, in S. Tagliagambe, M. Spano, A. Oppo, a cura di, Il pensiero polifonico di Pavel Florenskij. Una risposta alle sfide del presente. Atti del Convegno per gli 80 anni dalla morte, PFTS. University Press, Cagliari 2018, pp. 21–69;
- Il paesaggio che siamo e che viviamo, Castelvecchi, Roma, maggio 2018;
- Placido Cherchi. La cultura dell’ologramma, Il Maestrale, Nuoro, 2018;
- Prefazione a F. Pusceddu, L. Cabras, S. Farris, La percezione dinamica dello spazio. Tre progetti di scuole, Libria, Melfi 2018, pp. 7–20:
- convegno di Ollolai sullo spopolamento delle aree interne e la concezione delle politiche di governo del territorio che ne emerge, in G. Carta, P. Ciarlo, P. Maurandi, M. Pinna, a cura di, La carta di Ollolai. Atti del Convegno Lo spopolamento delle aree interne della Sardegna, Il Maestrale, Nuoro 2018, pp. 21–49:
- S. Tagliagambe, A. Malinconico, Tempo e sincronicità. Tessere il tempo, Mimesis, Milano-Udine, 2018;
- S. Tagliagambe, A. Malinconico, Il gioco della sabbia, la sezione aurea e la liberazione del Jiva, in “Tempo d’analisi. Paradigmi Junghiani comparati”, Rivista di psicologia del profondo, Anno VI, n. 8, 2018, pp. 101–138;
- Una primavera troppo lenta a venire. Silvano Tagliagambe intervistato da M. Tuzzolino, in F. Codonesu, a cura di, Lavorare meno, lavorare meglio, lavorare tutti. Atti del Convegno di Cagliari del 4-5 ottobre 2017, Aracne, Roma 2018, pp. 189–232:
- Il paesaggio, specchio della comunità e motivo conduttore delle sue storie, ‘Urbantracks’, Landscape education, 27, 2018, pp. 30–39; Psicologia analitica e fisica quantistica: un intreccio virtuoso, in S. Blasi, a cura di, L’epistemologia della psicologia clinica. Prospettive teoriche e metodologiche, Giovanni Fioriti Editore, Roma 2018, pp. 187–204; Uma fantasia que coincide com a realidade: Florenskij e Winnicott, ‘Cadernos Prosopon’, “Pavel Florenskij e a Psicologia: Interfaces”, Departamento de Psicologia Clinica, Instituto di Psicologia, Universitade de Sao Paulo, ISBN 978-85-86736-86-5, pp. 10–25. Martino Cambula: la filosofia che guarisce, in ‘Mathesis. Dialogo tra saperi’, Carlo Delfino Editore, Anno XVI, nà. 31, dicembre 2018, pp. 4–14.
- Introduzione a I. Licata, Complessità. Un’introduzione semplice, Di Renzo Editore, Roma 2019, pp. 9–35;
- La bellezza ai confini del caos, “Luoghi dell’infinito”, 235, gennaio 2019, pp. 56–61;
- Il dono della bi-unità come radice di salvezza, in P. Bartolini e R. Mancini (a cura di), L’amore che salva. Il senso della cura come vocazione filosofica, Mursia, Milano 2019, pp. 141–166;
- A. Malinconico - S. Tagliagambe, Entropia, sintropia e sincronicità. Il rovesciamento della freccia del tempo, in W. Bruno (a cura di), Entropia. Un affascinante viaggio tra ordine e disordine, Nane Edizioni, Roma 2019, pp. 101–123;
- Centralità della competenza linguistica: Logica e Linguaggio comune, in ‘Rivista di Filosofia Neo-Scolastica’, CXI (2019), pp. 497–502;
- La posizione dell’uomo nel cosmo: cervello e mente nel dibattito contemporaneo, in “Parola e Tempo”. Percorsi di vita ecclesiale tra memoria e profezia, n. 15, anno XVI e XVII, 2017-2018, pp. 43–55;
- La metamorfosi estrema del corpo: i trapianti e l’intruso, “Atque”, 24 n.s./2019, Metamorfosi del vivente, a cura di U. Fadini e P. F. Pieri, pp. 85–115;
- Il paesaggio come evento in divenire, “inFormazione”, Ordine degli Ingegneri della Provincia di Cagliari, Anno 1, n. 1 - 2019, “Urbanistica, Città e Governo del Territorio”, pp. 42–47;
- Olivetti e Fitzgerald. Adriano Olivetti: lo spazio intermedio tra continuità e discontinuità, ‘La Rivista di Engramma’, 166, giugno 2019, “Olivetti. Comunità, conflitti, intelligenze, forme di vita”, a cura di S. Agnoletto, O. Sara Carli e R. Masiero, pp. 187–210;
- Dialogo tra psiche e materia, in ‘Educazione sentimentale’, 31/2019, pp. 16–42;
- S. Tagliagambe – A. Malinconico, Pauli y Jung. Un debate sobra materia y psique, Traducciones Junguianas, Colección Psicologia Profunda, volumen: 6, Lima-Perù, 2019;
- G. Biggio, D. Sirigu, S. Tagliagambe, Metamorfosi. Cervello in divenire, benessere psicofisico e nuove strategie terapeutiche, Mimesis Edizioni, Milano-Udine 2019;
- Prefazione a G. Pili, Anche Kant amava Arancia Meccanica. La filosofia del cinema di Stanley Kubrick, editrice petite plaisance, Pistoia, 2019, pp. 9–25;
- Ulterior…Mente: l’empatia e il mito della prospettiva internalista, “Atque”, 25 n.s./2019, Il mito dell’empatia. Prospettive e critiche, a cura di F. Desideri e P.F. Pieri, pp. 39–76;
- S. Tagliagambe - F. Fracas, La concezione della coscienza di Jung alla luce della meccanica quantistica, in Co-scienza, a cura di S. Carta, ‘Rivista di Psicologia analitica’, Nuova serie n. 48, volume 100/2019, pp. 167–181:
- S. Tagliagambe, P. Bartolini, Per una filosofia del tra. Pensare l’esperienza umana sulla soglia. Prefazione di R. Màdera, Mimesis, Milano-Udine 2020;
- E. Facco, S. Tagliagambe, Ritornare a Ippocrate. Riflessioni sulla medicina di oggi, Mondadori Università, Milano 2020;
- S. Tagliagambe, F. Fracas and E. Facco, On the way of understanding consciousness: the contribution of Jung & Pauli between neurosciences, philosophy and quantum physics, in F. Carminati, G. Galli Carminati, F. Martin edts., Quantum Psyche, CreateSpace Independent Publishing Platform, 2020, pp. 103–143;
- Presentazione, in B. Maiorca, Autobibliografia (2002-2019), Tema, Cagliari, 2020, pp. 5–12;
- L’estetica, la «traslucidità» e la strategia dello sguardo, in ‘Estetica. Studi e ricerche. «Sogni febbrili», a cura di F. Cattaneo e R. Eldridge, vol. X, 1/2020, pp. 121–143;
- Tra vedere e non vedere: lo spazio intermedio di Stanley Kubrick, ‘Scenari’. Rivista semestrale di filosofia contemporanea, n. 12, giugno 2020, pp. 171–208;
- M.G. Carta, M.F. Moro, I. Kirilov, F. Romano, S. Tagliagambe, The current crisis of academia-led research: a threat to the common good? Preliminary data from Europe and the United States, BMC Res Notes 2020 Jul 8;13(1):327. Epub 2020 Jul 8;
- Il Covid 19. Tra la zona grigia e lo spazio intermedio, “Educazione sentimentale”, Rivista di Psicoanalisi, Chi cura chi cura? Vol. 33, 2020, pp. 28–36; Filosofia del digitale: ontologia o epistemologia?  in L. Taddio, G. Giacomini (a cura di), Filosofia del digitale, Mimesis, Milano-Udine 2020, pp. 47–68;
- Come in uno specchio. Il cervello e il suo ambiente, Mimesis, Milano-Udine 2020;
- Gli scenari del dopo Covid-19, in F. Canestrari, N. Cariaggi, S. Tagliagambe, Vite virali al tempo dell’immunità fragile, Ventura edizioni, Senigallia 2020, pp. 301–384;
- La leggerezza dell’innovazione, https://www.kitzanos.com/post/la-leggerezza-dell-innovazione-una-recensione-entusiasmante Archiviato il 10 maggio 2021 in Internet Archive.;
- Introduzione a L. Berlinguer, A.M. Allega, F. Rocca, Il Modello formativo dell’integrazione disciplinare, vol. III, Editoriale Anicia, Roma 2020, pp. 21–33;
- Lo sviluppo della persona e il legame tra corpo, psiche e contesto, ‘Caleidoscopio relazionale’, n. 10, ottobre 2020, Scione Editore, Roma, pp. 3–21;
- La pandemia ha il volto di Amleto, ‘Atque, materiali tra filosofia e psicoterapia’, 26-27, n.s., 2020, pp. 19–51;
- Il paesaggio: glossario, Introduzione di R. Masiero, Libria, Melfi, 2021; Come leggere Florenskij. Nuova edizione rivista e ampliata, Mimesis, Milano-Udine 2021:
- S. Tagliagambe, F. Fracas, and E. Facco, On the way of understanding consciousness: the contribution of Jung & Pauli between neurosciences, philosophy and quantum physics, in F. Carminati, G. Galli Carminati, F. Martin (eds), Quantum Psyche 2. Quantum Psychoanalysis, KDP Independent Publishing Platform 2021, pp. 269–307;
- Florenskij e il principio di non contraddizione, in G. Barzaghi, M.E. Cerrigone, N. Cusano, F. Perelda, S. Tagliagambe, C.A. Testi, Ai confini della contraddizione: Tommaso d’Aquino, Florenskij e Severino, InSedicesimo, Savona, 2021, pp. 205–270;
- L’urbanistica come questione del sapere, Casa della cutura.it, 20 marzo 2021;
- M.G. Carta, M.C. Angermeyer, S. Tagliagambe, The trend of scientific productivity of Chinese, European Union and United States universities and private companies: Does the future belong to e-technology companies?     https://www.preprints.org/manuscript/202103.0053/v1